# 2002년 현대 유니콘스 시즌
2002년 현대 유니콘스 시즌은 현대 유니콘스가 KBO 리그에 참가한 7번째 시즌으로, 삼미 슈퍼스타즈, 청보 핀토스, 태평양 돌핀스 시절까지 합하면 21번째 시즌이다. 김재박 감독이 팀을 이끈 7번째 시즌이며, 팀은 8팀 중 정규시즌 3위에 오르며 3년 연속으로 포스트시즌에 진출했다. 그러나 퀸란 퇴출 후 3루 자리에서 불안감을 드러낸 데 이어  중반 이후 3루 보강을 위해 영입한 마이크 프랭클린도 부진을 면치 못한 데다 시즌 막판 좌익수로 뛴 지명타자 코리 폴이 준플레이오프 1차전에서 어처구니 없는 실수를 범하여  LG 트윈스에게 무승 2패로 스윕을 당해 탈락했고, 이후 LG 트윈스가 한국시리즈 준우승을 차지하면서 현대 유니콘스는 최종 순위는 4위가 되었다.

## 타이틀
- KBO 골든글러브: 심정수 (외야수)
- KBO 신인상: 조용준
- 인천 프로야구 20년 올스타: 정민태 (우완투수), 김동기 (포수), 김경기 (1루수), 정구선 (2루수), 박진만 (유격수), 이선웅 (3루수), 김일권 (외야수), 박재홍 (외야수), 윤덕규 (외야수)
- 매직글러브: 박진만 (유격수), 심정수 (우익수)
- 미스터올스타: 박재홍
- 올스타전 추천선수: 박진만, 박재홍, 조용준, 토레스
- 컴투스프로야구 내일은 신인왕 라인업: 조용준 (마무리투수)
- 컴투스프로야구 00년대 올스타: 조용준 (중계투수)
- 수비 WAR: 박진만 (1.79)
- 출장(타자): 심정수 (133) -> 구단 역대 1위
- 3루타: 전준호 (8) -> 구단 역대 1위
- 희생타: 박종호 (29)
- 완봉: 토레스 (2)
- 세이브포인트: 조용준 (37)
- 견제아웃: 박경완 (5)
- 타석 당 피투구수: 박진만 (4.25)

### 퓨처스리그
- 4사구: 전근표 (43)

## 선수단
- 선발투수 : 토레스, 김수경, 임선동, 위재영, 마일영
- 구원투수 : 권준헌, 송신영, 이상열, 김민범, 신철인, 황두성, 박승민, 장민석, 배힘찬, 박장희
- 마무리투수 : 조용준, 이대환, 김성태, 최환인, 전준호 (1975년), 베라스
- 포수 : 박경완, 강귀태
- 1루수 : 이숭용, 전근표, 조승현
- 2루수 : 박종호, 김일경, 이용주
- 유격수 : 박진만
- 3루수 : 프랭클린, 채종국, 김민우, 서한규
- 좌익수 : 전준호 (1969년), 장정석, 정수성
- 중견수 : 박재홍, 조재호
- 우익수 : 심정수
- 지명타자 : 폴, 최익성, 황윤성, 김필중, 박우호, 강병식, 서성민

## 여담
- 구단은 이 시즌 관중 118582명에 그쳐 구단 사상 단일 시즌 최소 관중 기록을 세웠다.
- 조용준은 후반기 22세이브로 KBO 리그 단일 시즌 후반기 최다 기록을 세웠다.
- 조용준은 세이브 2위였으나 구원승만 9번을 기록하여 세이브포인트 1위로 구원왕에 올랐다. 이는 KBO 리그 사상 구원왕이 세이브 1위가 아닌 마지막 사례다.
- 김수경은 25피홈런으로 구단 사상 단일 시즌 최다 피홈런 기록을 세웠다.
- 토레스는 사구 21개로 구단 사상 단일 시즌 최다 사구 허용 기록을 세웠다.
- 김민범은 구단 사상 단일 시즌 평균자책점 0을 달성한 투수들 중 최다 이닝(10) 기록을 세웠으며, KBO 리그 사상 단일 시즌 무자책 투수 중 최고 WAR(0.76)을 기록했다.
- 이 시즌에 박진만은 구단 소속으로 통산 3000타석을 달성했다.
- 폴은 이 시즌을 끝으로 KBO 리그를 떠나 KBO 리그 외국인 타자 최초로 통산 포스트시즌 출루율 0.000, 장타율 0.000, OPS 0.000을 기록했다.